# Cinnamomum bhamoensis
Cinnamomum bhamoensis är en lagerväxtart som beskrevs av Mohan Gangopadhyay. Cinnamomum bhamoensis ingår i släktet Cinnamomum och familjen lagerväxter. Inga underarter finns listade i Catalogue of Life.